# Főzőpohár

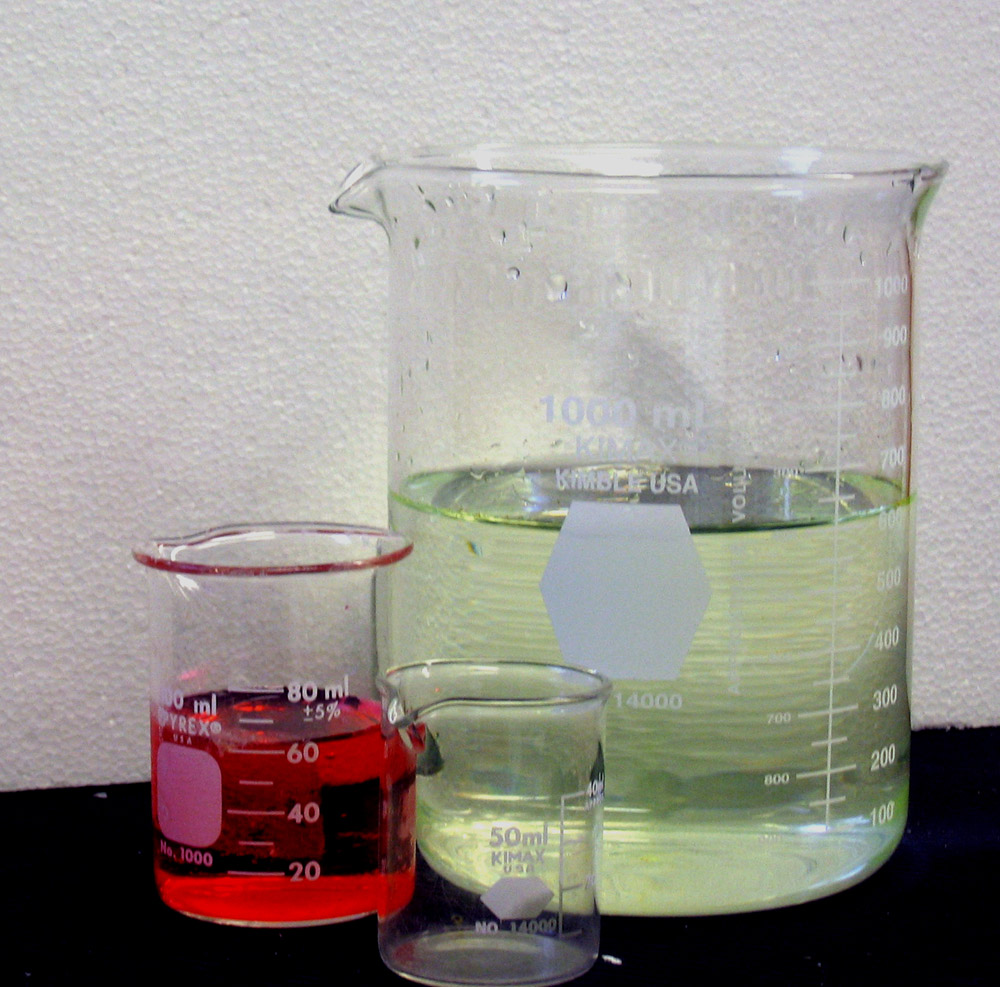
Főzőpoharak

A főzőpohár egy laboratóriumi üvegedény, mely folyadékok feldolgozására és rövid idejű tárolására szolgál. A főzőpoharak hengeres kivitelezésűek lapos fenékkel, vannak skálázottak és skálázatlanok, de amennyiben skálázottak is, térfogati mérésre nem alkalmazhatók. A megjelölt térfogatok csak hozzávetőlegesek. Széles mérettartományban fordulnak elő 1 ml-től (milliliter) néhány literesig. Egy 250 ml-es főzőpoháron a bejelölt térfogatok leggyakrabban 50, 100, 150, 200 és 250 ml.
Leggyakrabban üvegből készítik (Pyrex hőálló üvegből), de előfordulnak műanyag főzőpoharak. Ha hőálló üvegből vannak, anyagok forralására vagy bepárlására is használhatók. A főzőpoharak korrozív folyékony halmazállapotú vegyszereknél is használhatók. Erősen korrozív, üveget is megtámadó közegek (például HF) esetében teflonból vagy boroszilikát üvegből készült főzőpoharakat használunk.
A főzőpoharak lefedhetők például óraüveggel. Ezzel elkerülhető a főzőpohár tartalmának szennyeződése és csökkenthető a párolgási veszteség is.
A lombikoktól a főzőpoharak hengeres kivitelük alapján különböztethetők meg. A főzőpoharakat általánosan használja a kémiai gyakorlat, így a lombikokkal ellentétben, melyeket a szerves kémia használ előszeretettel, ezek a kémia minden területén közel azonos gyakorisággal fordulnak elő.